# 신창휴
신창휴(申昌休, 1875년 6월 3일 ~ 1932년 9월 12일)는 대한제국과 일제강점기의 관료로, 본적은 충청북도 청원군 가덕면이다.

## 생애
1895년 2월부터 1896년 4월 19일까지 탁지아문 주사를 역임했으며 1895년 11월 세무시찰 주사, 1896년 탁지부 주사(1896년 4월 21일 ~ 6월 2일)를 역임했다. 1897년 1월 17일 국장도감 감조관으로 임명되었고 1898년 7월 8일부터 1899년 8월 16일까지 동래감리서 주사를 역임했다.
1902년 7월 6일 육군 보병 참위로 임명되었으며 1905년 3월 2일 정3품에 서위되었다. 1904년부터 1907년까지 네 차례(1904년 12월 10일 ~ 1905년 4월 26일, 1906년 3월 8일~ 1906년 6월 21일, 1906년 11월 2일 ~ 1907년 1월 8일, 1907년 3월 9일)에 걸쳐 군법회의 판사로 근무했고 1905년 12월 14일부터 1907년 4월 30일까지 대한제국 육군무관학교 학도대에서 근무했다. 1907년 4월 30일 육군 보병 부위로 임명되었으며 1908년 대한협회 평의원과 서기, 기호흥학회 회원을 역임했다. 1908년 7월 30일 충청북도 황간군수로 임명되었고 1910년 10월 1일 충청북도 청주군수로 임명되었다.
1912년 8월 1일 일본 정부로부터 한국병합기념장을 받았으며 1915년 11월 조선총독부 시정 5년 기념 조선물산공진회 은패를 받았다. 1915년 11월 10일 일본 정부로부터 다이쇼대례기념장을 받았고 1918년 7월 1일부터 1923년 9월 14일까지 충청북도 충주군수를 역임했다. 1920년 8월 충청북도 검역위원으로 선임되었으며 1920년 9월 29일 일본 정부로부터 훈6등 서보장을 받았다.
1921년 12월 27일 고등관 4등에 서위되었으며 1922년 9월 조선소작인상조회 충주지회 고문을 역임했다. 1923년 3월 26일 충주군수에서 휴직했고 1923년 10월 20일 종5위에 서위되었다. 1924년 4월 1일 충청북도 민선 도평의회원으로 선출되었고 1924년 9월 4일부터 1925년 10월 19일까지 충청북도 청주군 청주면장, 1926년부터 1927년까지 충청북도 청주군 가덕면장을 역임했다.
1927년 6월 3일부터 1930년 6월 2일까지 조선총독부 중추원 참의를 역임했으며 1928년 11월 16일 일본 정부로부터 쇼와대례기념장을 받았다. 1927년 12월 매일신보 충청북도 지국장을 역임했으며 1930년 4월 1일 충청북도 관선 도평의회원으로 선출되었다. 1930년 12월 23일부터 1932년까지 명륜학원 평의원을 역임했다.

## 사후
친일파 708인 명단의 중추원 부문, 민족문제연구소의 친일인명사전 수록자 명단의 중추원 부문과 관료 부문, 친일반민족행위진상규명위원회가 발표한 친일반민족행위 705인 명단에 포함되었다. 친일반민족행위자재산조사위원회는 그가 소유했던 충청북도 청원군 소재 밭 1,000m2를 제외한 토지 22필지 186,000m2에 대해 국가 귀속 결정을 내렸다.

## 참고자료
- 친일반민족행위진상규명위원회 (2009). 〈신창휴〉. 《친일반민족행위진상규명 보고서 Ⅳ-9》. 서울. 254~260쪽.